# Leo Sayer

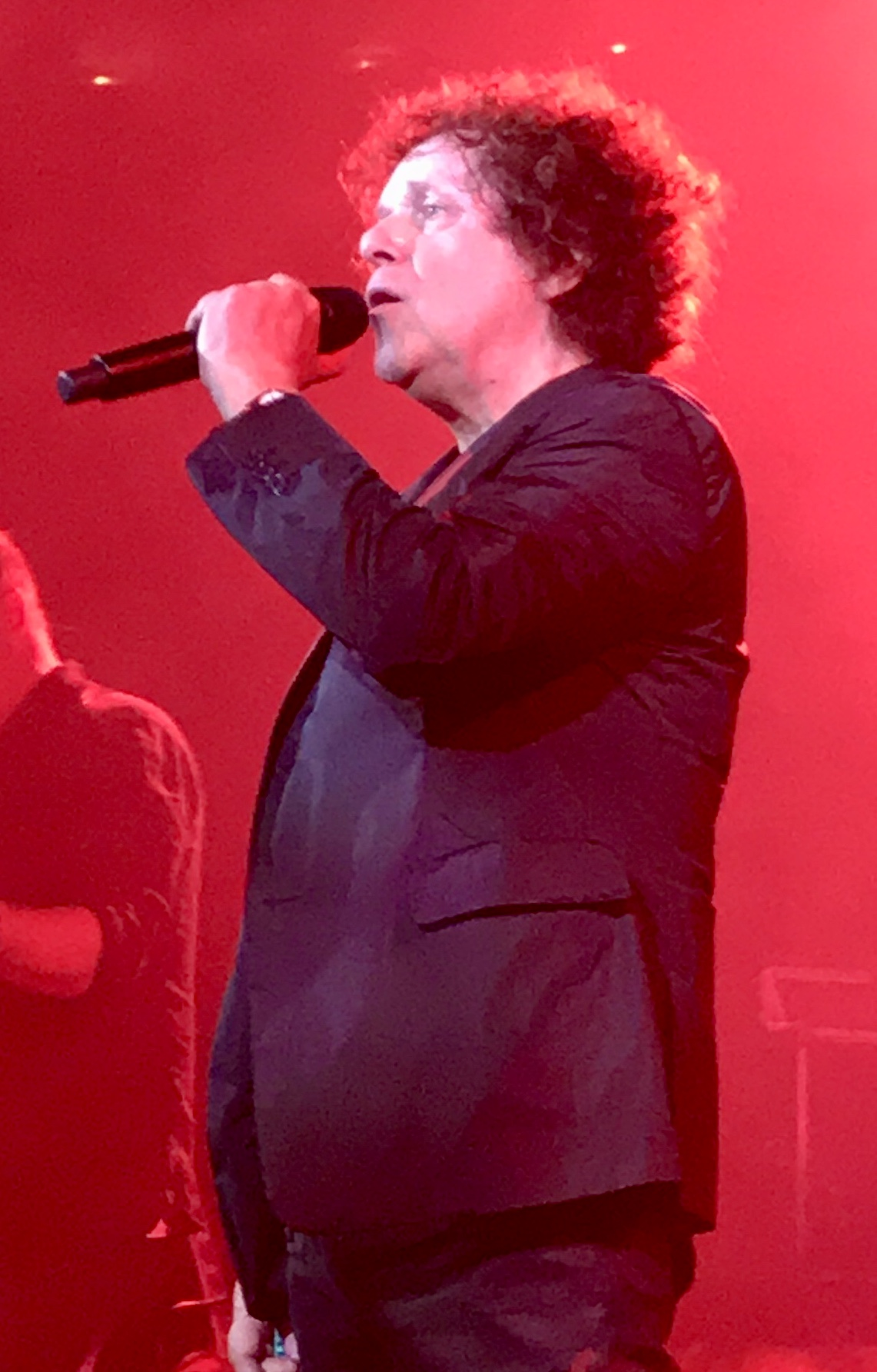
Leo Sayer (2019)

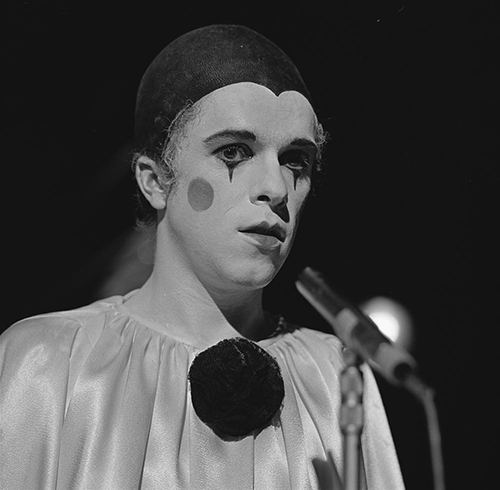
Leo Sayer (1974)

Leo Sayer (* 21. Mai 1948 in Shoreham-by-Sea, Sussex, England; eigentlich Gerard Hugh Sayer) ist ein mit dem Grammy ausgezeichneter britischer Singer-Songwriter.

## Biografie
Seine größten musikalischen Erfolge konnte Leo Sayer zwischen 1973 und 1983 verbuchen. Bekannt wurde er zunächst als Songschreiber, der wesentlich zu Daltrey, dem ersten Soloalbum von Roger Daltrey beitrug. Sein erster eigener Hit The Show Must Go On erreichte im Januar 1974 Platz zwei in Großbritannien. Zu seinen erfolgreichsten Hits gehören Long Tall Glasses (1974), Moonlighting (1975), die beiden US-Nummer-eins-Hits You Make Me Feel Like Dancing (1976) und When I Need You (1977), More Than I Can Say (1980) und Have You Ever Been in Love (1982), für den er mit dem Ivor Novello Award ausgezeichnet wurde. Ab 1983 ließ sein Erfolg nach, er veröffentlichte aber weiterhin Platten.
Comebackversuche mit Studio-Alben in den Jahren 1990 und 2005 blieben ohne größeren kommerziellen Erfolg. Erfolgreicher war er dagegen mit regelmäßig veröffentlichten Kompilationen seiner großen Erfolge. 2006 erreichte der Housetitel Thunder in My Heart Again, eine Neuaufnahme von Sayers gleichnamigem Hit aus dem Jahr 1977 in Zusammenarbeit mit DJ Meck, Platz 1 der britischen Singlecharts. 2016 samplete der Hardcore-Techno-DJ und Produzent DJ Promo Sayers Thunder In My Heart im gleichnamigen Werk. 2017 war Sayer mit seinem Lied When I Need You in Werbespots des Autovermieters Enterprise zu sehen.
Viel Aufmerksamkeit erhielt Sayer 2007 für seine Teilnahme an der britischen Reality Show Celebrity Big Brother, die er vorzeitig verließ.
Sayer ist als Musiker weiterhin sehr aktiv. 2015 erschien das Studio-Album Restless Years, gefolgt von Selfie im April 2019. Er tourt außerdem regelmäßig.
Seit Januar 2009 ist Sayer australischer Staatsbürger.

## Diskografie

### Studioalben
| Jahr | Titel                      | Höchstplatzierung, Gesamtwochen, AuszeichnungChartplatzierungen (Jahr, Titel, Platzierungen, Wochen, Auszeichnungen, Anmerkungen) | Höchstplatzierung, Gesamtwochen, AuszeichnungChartplatzierungen (Jahr, Titel, Platzierungen, Wochen, Auszeichnungen, Anmerkungen) | Höchstplatzierung, Gesamtwochen, AuszeichnungChartplatzierungen (Jahr, Titel, Platzierungen, Wochen, Auszeichnungen, Anmerkungen) | Höchstplatzierung, Gesamtwochen, AuszeichnungChartplatzierungen (Jahr, Titel, Platzierungen, Wochen, Auszeichnungen, Anmerkungen) | Höchstplatzierung, Gesamtwochen, AuszeichnungChartplatzierungen (Jahr, Titel, Platzierungen, Wochen, Auszeichnungen, Anmerkungen) | Anmerkungen                              |
| Jahr | Titel                      | DE | AT | CH | UK | US | Anmerkungen                              |
| ---- | -------------------------- | --- | --- | --- | --- | --- | ---------------------------------------- |
| 1973 | Silverbird                 | — | — | — | UK2 Silber · (22 Wo.)UK | — | Erstveröffentlichung: November 1973      |
| 1974 | Just a Boy                 | — | — | — | UK4 Silber · (14 Wo.)UK | US16 (22 Wo.)US | Erstveröffentlichung: Oktober 1974       |
| 1975 | Another Year               | — | — | — | UK8 Silber · (9 Wo.)UK | US125 (7 Wo.)US | Erstveröffentlichung: 5. September 1975  |
| 1976 | Endless Flight             | DE25 (6 Wo.)DE | — | — | UK4 Platin · (65 Wo.)UK | US10 Platin · (51 Wo.)US | Erstveröffentlichung: 29. Oktober 1976   |
| 1977 | Thunder in My Heart        | — | — | — | UK8 Gold · (15 Wo.)UK | US37 (15 Wo.)US | Erstveröffentlichung: 30. September 1977 |
| 1978 | Leo Sayer                  | — | — | — | UK15 Gold · (25 Wo.)UK | US101 (14 Wo.)US | Erstveröffentlichung: 11. August 1978    |
| 1979 | Here                       | — | — | — | UK44 Gold · (4 Wo.)UK | — | Erstveröffentlichung: 21. September 1979 |
| 1980 | Living in a Fantasy        | — | — | — | UK15 Silber · (9 Wo.)UK | US36 (23 Wo.)US | Erstveröffentlichung: August 1980        |
| 1982 | World Radio                | — | — | — | UK30 (12 Wo.)UK | — | Erstveröffentlichung: April 1982         |
| 1983 | Have You Ever Been in Love | — | — | — | UK15 Gold · (18 Wo.)UK | — | Erstveröffentlichung: 4. November 1983   |
| 1990 | Cool Touch                 | — | — | — | — | — | Erstveröffentlichung: 9. Juli 1990       |
| 2005 | Voice in My Head           | — | — | — | — | — | Erstveröffentlichung: 2005               |
| 2008 | Don’t Wait Until Tomorrow  | — | — | — | — | — | Erstveröffentlichung: Juni 2008          |
| 2015 | Restless Years             | — | — | — | — | — | Erstveröffentlichung: 23. Januar 2015    |
| 2019 | Selfie                     | — | — | — | — | — | Erstveröffentlichung: 26. April 2019     |
| 2022 | Northern Songs             | — | — | — | — | — | Erstveröffentlichung: 28. Januar 2022    |

grau schraffiert: keine Chartdaten aus diesem Jahr verfügbar

### Livealben
- 2000: Live in London
- 2005: The River Sessions
- 2006: Voice in My Head / Live in Melbourne
- 2009: Live in 1975

### Kompilationen
| Jahr | Titel                           | Höchstplatzierung, Gesamtwochen, AuszeichnungChartplatzierungen (Jahr, Titel, Platzierungen, Wochen, Auszeichnungen, Anmerkungen) | Höchstplatzierung, Gesamtwochen, AuszeichnungChartplatzierungen (Jahr, Titel, Platzierungen, Wochen, Auszeichnungen, Anmerkungen) | Höchstplatzierung, Gesamtwochen, AuszeichnungChartplatzierungen (Jahr, Titel, Platzierungen, Wochen, Auszeichnungen, Anmerkungen) | Höchstplatzierung, Gesamtwochen, AuszeichnungChartplatzierungen (Jahr, Titel, Platzierungen, Wochen, Auszeichnungen, Anmerkungen) | Höchstplatzierung, Gesamtwochen, AuszeichnungChartplatzierungen (Jahr, Titel, Platzierungen, Wochen, Auszeichnungen, Anmerkungen) | Anmerkungen                            |
| Jahr | Titel                           | DE | AT | CH | UK | US | Anmerkungen                            |
| ---- | ------------------------------- | --- | --- | --- | --- | --- | -------------------------------------- |
| 1979 | The Very Best of Leo Sayer      | — | — | — | UK1 Platin · (37 Wo.)UK | — | Erstveröffentlichung: 23. März 1979    |
| 1993 | All the Best                    | — | — | — | UK26 (4 Wo.)UK | — | Erstveröffentlichung: 22. Februar 1993 |
| 1999 | The Definite Hits Collection    | — | — | — | UK35 (2 Wo.)UK | — | Erstveröffentlichung: 8. Februar 1999  |
| 2004 | Endless Journey – The Essential | — | — | — | UK43 Silber · (7 Wo.)UK | — | Erstveröffentlichung: 8. November 2004 |
| 2006 | Leo Sayer: At His Very Best     | — | — | — | UK30 (5 Wo.)UK | — | Erstveröffentlichung: 6. März 2006     |
| 2018 | The Gold Collection             | — | — | — | UK27 (5 Wo.)UK | — | Erstveröffentlichung: 12. Januar 2018  |

grau schraffiert: keine Chartdaten aus diesem Jahr verfügbar
Weitere Kompilationen
- 1980: The Show Must Go On
- 1981: Leo Sayer
- 1984: Leo
- 1988: Moonlighting
- 1991: The Collection
- 1996: The Show Must Go On: The Anthology
- 2000: The Very Best Of
- 2005: Love Collection
- 2009: The Show Must Go On – The Very Best of Leo Sayer
- 2010: The Greatest Hits

### Soundtracks
- 1976: All This and World War II
- 1980: The Missing Link
- 1983: Lake Freeze – The Raccoons Songtrack

### Singles als Leadmusiker
| Jahr | Titel Album                                             | Höchstplatzierung, Gesamtwochen, AuszeichnungChartplatzierungen (Jahr, Titel, Album, Platzierungen, Wochen, Auszeichnungen, Anmerkungen) | Höchstplatzierung, Gesamtwochen, AuszeichnungChartplatzierungen (Jahr, Titel, Album, Platzierungen, Wochen, Auszeichnungen, Anmerkungen) | Höchstplatzierung, Gesamtwochen, AuszeichnungChartplatzierungen (Jahr, Titel, Album, Platzierungen, Wochen, Auszeichnungen, Anmerkungen) | Höchstplatzierung, Gesamtwochen, AuszeichnungChartplatzierungen (Jahr, Titel, Album, Platzierungen, Wochen, Auszeichnungen, Anmerkungen) | Höchstplatzierung, Gesamtwochen, AuszeichnungChartplatzierungen (Jahr, Titel, Album, Platzierungen, Wochen, Auszeichnungen, Anmerkungen) | Anmerkungen                          |
| Jahr | Titel Album                                             | DE | AT | CH | UK | US | Anmerkungen                          |
| ---- | ------------------------------------------------------- | --- | --- | --- | --- | --- | ------------------------------------ |
| 1973 | The Show Must Go On Silverbird                          | DE7 (20 Wo.)DE | AT4 (16 Wo.)AT | — | UK2 Gold · (13 Wo.)UK | — | Erstveröffentlichung: November 1973  |
| 1974 | One Man Band Just A Boy                                 | DE12 (12 Wo.)DE | AT20 (4 Wo.)AT | — | UK6 (9 Wo.)UK | US96 (1 Wo.)US | Erstveröffentlichung: Juni 1974      |
| 1974 | Long Tall Glasses (I Can Dance) Just A Boy              | DE27 (6 Wo.)DE | — | — | UK4 (9 Wo.)UK | US9 (15 Wo.)US | Erstveröffentlichung: September 1974 |
| 1975 | Moonlighting Another Year                               | — | — | — | UK2 Silber · (8 Wo.)UK | — | Erstveröffentlichung: August 1975    |
| 1976 | You Make Me Feel Like Dancing Endless Flight            | DE9 (20 Wo.)DE | — | — | UK2 Silber · (12 Wo.)UK | US1 Gold · (21 Wo.)US | Erstveröffentlichung: Oktober 1976   |
| 1977 | When I Need You Endless Flight                          | — | — | — | UK1 Gold · (15 Wo.)UK | US1 Gold · (20 Wo.)US | Erstveröffentlichung: Januar 1977    |
| 1977 | How Much Love Endless Flight                            | DE21 (17 Wo.)DE | AT5 (24 Wo.)AT | — | UK10 (8 Wo.)UK | US17 (15 Wo.)US | Erstveröffentlichung: Februar 1977   |
| 1977 | Thunder in My Heart Thunder In My Heart                 | — | AT17 (4 Wo.)AT | — | UK22 (8 Wo.)UK | US38 (9 Wo.)US | Erstveröffentlichung: August 1977    |
| 1977 | Easy to Love Thunder In My Heart                        | — | — | — | — | US36 (10 Wo.)US | Erstveröffentlichung: November 1977  |
| 1978 | I Can’t Stop Lovin’ You Leo Sayer                       | — | — | — | UK6 Silber · (11 Wo.)UK | — | Erstveröffentlichung: September 1978 |
| 1978 | Raining in My Heart Leo Sayer                           | — | — | — | UK21 (10 Wo.)UK | US47 (7 Wo.)US | Erstveröffentlichung: September 1978 |
| 1980 | More Than I Can Say Living In A Fantasy                 | DE8 (27 Wo.)DE | AT6 (10 Wo.)AT | CH2 (10 Wo.)CH | UK2 Silber · (11 Wo.)UK | US2 Gold · (23 Wo.)US | Erstveröffentlichung: Juni 1980      |
| 1981 | Living in a Fantasy Living In A Fantasy                 | — | — | — | — | US23 (12 Wo.)US | Erstveröffentlichung: Januar 1981    |
| 1982 | Have You Ever Been in Love Have You Ever Been In Love   | — | — | — | UK10 (9 Wo.)UK | — | Erstveröffentlichung: März 1982      |
| 1982 | Heart (Stop Beating in Time) Have You Ever Been In Love | — | — | — | UK22 (10 Wo.)UK | — | Erstveröffentlichung: Mai 1982       |
| 1983 | Orchard Road Have You Ever Been In Love                 | — | — | — | UK16 (9 Wo.)UK | — | Erstveröffentlichung: Februar 1983   |
| 1983 | Till You Come Back to Me Have You Ever Been In Love     | — | — | — | UK51 (4 Wo.)UK | — | Erstveröffentlichung: September 1983 |
| 1984 | Sea of Heartbreak Have You Ever Been In Love            | — | — | — | UK84 (5 Wo.)UK | — | Erstveröffentlichung: 1984           |
| 1986 | Unchained Melody –                                      | — | — | — | UK54 (5 Wo.)UK | — | Erstveröffentlichung: Dezember 1985  |
| 1990 | Cool Touch                                              | DE43 (11 Wo.)DE | — | — | — | — | Erstveröffentlichung: Juni 1990      |

Weitere Singles
- 1973: Why Is Everybody Going Home
- 1974: Train
- 1975: Let It Be
- 1977: There Isn’t Anything
- 1978: Dancing the Night Away
- 1978: Stormy Weather (nur Skandinavien)
- 1979: No Looking Back
- 1979: When the Money Runs Out
- 1979: The World Has Changed
- 1980: Once in a While
- 1980: Takin’ the Brakes Off
- 1980: Where Did We Go Wrong
- 1980: Shake the Hand
- 1980: Time Ran Out on You
- 1981: Bye Bye Now My Sweet Love
- 1984: Sea of Heartbreak
- 1986: Real Life
- 1990: Rely on Me
- 1991: I Will Fight for You
- 2015: Restless Years
- 2015: How Did We Get So Old?
- 2019: Selfie
- 2019: Don’t Leave Me
- 2019: Soul Mining
- 2020: My City in Lockdown
- 2020: How Did We Get Here?
- 2021: Strawberry Fields Forever
- 2021: Eleanor Rigby
- 2021: Girl

### Singles als Gastmusiker
| Jahr | Titel Album                     | Höchstplatzierung, Gesamtwochen, AuszeichnungChartplatzierungen (Jahr, Titel, Album, Platzierungen, Wochen, Auszeichnungen, Anmerkungen) | Höchstplatzierung, Gesamtwochen, AuszeichnungChartplatzierungen (Jahr, Titel, Album, Platzierungen, Wochen, Auszeichnungen, Anmerkungen) | Höchstplatzierung, Gesamtwochen, AuszeichnungChartplatzierungen (Jahr, Titel, Album, Platzierungen, Wochen, Auszeichnungen, Anmerkungen) | Höchstplatzierung, Gesamtwochen, AuszeichnungChartplatzierungen (Jahr, Titel, Album, Platzierungen, Wochen, Auszeichnungen, Anmerkungen) | Höchstplatzierung, Gesamtwochen, AuszeichnungChartplatzierungen (Jahr, Titel, Album, Platzierungen, Wochen, Auszeichnungen, Anmerkungen) | Anmerkungen                                                       |
| Jahr | Titel Album                     | DE | AT | CH | UK | US | Anmerkungen                                                       |
| ---- | ------------------------------- | --- | --- | --- | --- | --- | ----------------------------------------------------------------- |
| 1998 | You Make Me Feel Like Dancing – | — | — | — | UK32 (7 Wo.)UK | — | Erstveröffentlichung: Juli 1998 Groove Generation feat. Leo Sayer |
| 2006 | Thunder in My Heart Again –     | DE46 (9 Wo.)DE | AT55 (5 Wo.)AT | CH78 (1 Wo.)CH | UK1 Silber · (18 Wo.)UK | — | Erstveröffentlichung: Februar 2006 Meck feat. Leo Sayer           |

Weitere Gastbeiträge
- 2000: Viva Las Vegas (Surf Baby feat. Leo Sayer; nur Schweden)

### Videoalben
- 1988: The Very Best of Leo Sayer
- 1993: All the Best
- 2004: Live at the Basement – One Night in Sydney

## Auszeichnungen für Musikverkäufe
| Goldene Schallplatte - Finnland - 1979: für das Album The Very Best of Leo Sayer - Hongkong - 1982: für das Album The Very Best of Leo Sayer | 2× Platin-Schallplatte - Kanada - 1978: für das Album Endless Flight - Neuseeland - 1980: für das Album The Very Best of Leo Sayer |

Anmerkung: Auszeichnungen in Ländern aus den Charttabellen bzw. Chartboxen sind in ebendiesen zu finden.
| Land/RegionAuszeichnungen für Musikverkäufe (Land/Region, Auszeichnungen, Verkäufe, Quellen) | Silber       | Gold       | Platin     | Verkäufe  | Quellen         |
| -------------------------------------------------------------------------------------------- | ------------ | ---------- | ---------- | --------- | --------------- |
| Finnland (IFPI)                                                                              | —            | Gold1      | —          | 25.000    | ifpi.fi         |
| Hongkong (IFPI/HKRIA)                                                                        | —            | Gold1      | —          | 10.000    | ifpihk.org      |
| Kanada (MC)                                                                                  | —            | —          | 2× Platin2 | 200.000   | musiccanada.com |
| Neuseeland (RMNZ)                                                                            | —            | —          | 2× Platin2 | 40.000    | Einzelnachweise |
| Vereinigte Staaten (RIAA)                                                                    | —            | 3× Gold3   | Platin1    | 4.000.000 | riaa.com        |
| Vereinigtes Königreich (BPI)                                                                 | 10× Silber10 | 6× Gold6   | 2× Platin2 | 3.500.000 | bpi.co.uk       |
| Insgesamt                                                                                    | 10× Silber10 | 11× Gold11 | 7× Platin7 |           |                 |